# Каља Маре (Бихор)
Каља Маре (рум. Calea Mare) насеље је у Румунији у округу Бихор у општини Лазарени. Oпштина се налази на надморској висини од 289 m.

## Становништво
Према подацима из 2002. године у насељу је живело 662 становника, од којих су сви румунске националности.